# 魏華萱
魏華萱（1980年3月6日—），暱稱小猴、單車女神，出生於臺南縣白河鎮（今臺南市白河區），曾任中天新聞台、年代新聞台新聞主播，現經營自媒体與從事國外保養品牌代理。

## 經歷
魏華萱，出生於臺南縣白河鎮（今臺南市白河區），幼年時隨家人搬至北部，就讀新北市秀朗國小、臺北市內湖高中，後畢業於世新大學新聞學系。曾於中天新聞台、年代新聞台擔任新聞主播六年。2008年4月辭去主播工作，曾擔任代課老師、活動主持人，以及公共電視台、中天綜合台、EYE TV 旅遊台等頻道節目主持人，後經營自媒体（以Facebook為主）與從事國外保養品牌代理。熱衷於參加單車、马拉松、鐵人三項等體育活動，被稱為「單車女神」。

### 個人生活
魏華萱於2014年2月結婚，結婚後接近5年時離婚。2023年再婚，以人工試管受孕，於2024年7月生下一子。

## 外部連結
- 魏華萱的Facebook專頁
- 魏華萱 Andrea的Instagram帳戶